# Grupo Inuit

Animación de las órbitas del grupo Inuit.

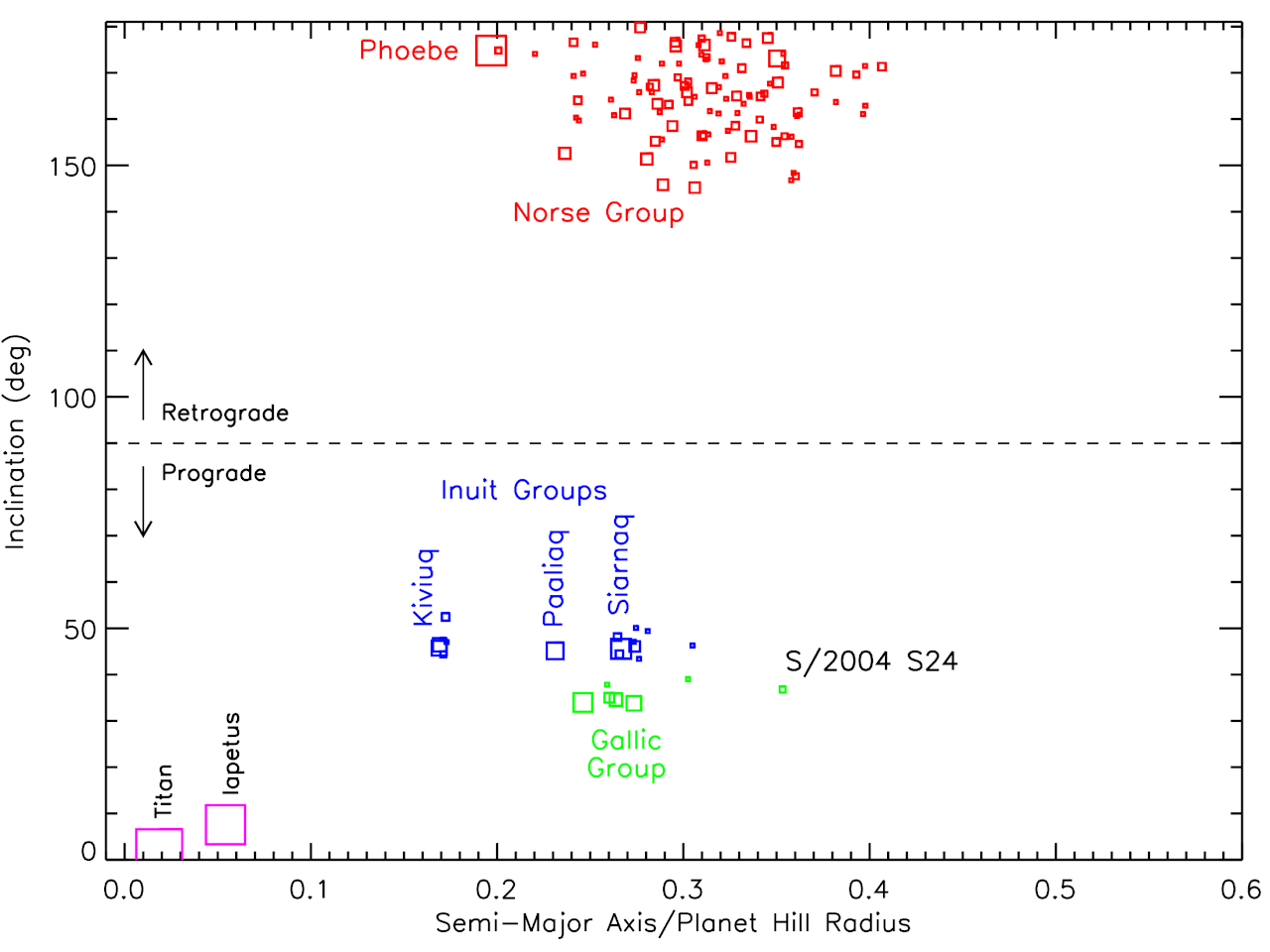
Diagrama que ilustra las órbitas de los satélites irregulares de Saturno, pudiéndose observar los tres subgrupos inuit. La inclinación y el semieje mayor se representan en los ejes Y y X, respectivamente. El eje X está etiquetado en términos de la esfera de Hill de Saturno.

El grupo Inuit es una agrupación dinámica de los satélites irregulares prógrados de Saturno que tienen parámetros orbitales similares. Sus semiejes mayores oscilan entre 11 y 18 millones de kilómetros, sus inclinaciones entre 40° y 50°, sus excentricidades entre 0,15 y 0,48 y tardan unos 2 años en orbitar Saturno. 
La Unión Astronómica Internacional utiliza nombres tomados de la mitología inuit para estos satélites. 
El grupo parecía bastante homogéneo en las primeras observaciones, los satélites mostraban un color rojo claro y espectros infrarrojos similares. Sin embargo, observaciones recientes revelaron que Ijiraq es claramente más rojo que Paaliaq, Siarnaq y Kiviuq. Además, a diferencia de los tres últimos, el espectro de Ijiraq no muestra una absorción débil de cerca de 0,7 μm. Esta característica se atribuye a una posible hidratación del agua.
La homogeneidad espectral (con la excepción de Ijiraq) es consistente con un origen común en la ruptura de un solo objeto, pero la dispersión de los parámetros orbitales requiere una explicación más detallada. Las resonancias seculares recientemente reportadas entre los miembros podrían proporcionar la explicación de la dispersión posterior a la colisión.

## Listado de satélites
| Claves          | Claves           | Claves           |
| --------------- | ---------------- | ---------------- |
| Subgrupo Kiviuq | Subgrupo Paaliaq | Subgrupo Siarnaq |

| Nombre      | Imagen | Magnitud absoluta | Diámetro (km) | Masa (×1015 kg) | Semieje mayor (km) | Periodo orbital (d) | Inclinación (°) | Excentricidad | Descubierto en: | Anunciado en: | Descubridor/es           |
| ----------- | ------ | ----------------- | ------------- | --------------- | ------------------ | ------------------- | --------------- | ------------- | --------------- | ------------- | ------------------------ |
| S/2019 S 1  |        | 15.3              | ≈ 6           | ≈ 0,11          | 11 245 400         | +445,51             | 49.5            | 0.384         | 2019            | 2021          | Edward Ashton et al.     |
| Kiviuq      |        | 12.7              | ≈ 19          | ≈ 3,6           | 11 307 300         | +449,13             | 48.9            | 0.182         | 2000            | 2000          | Brett J. Gladman et al.  |
| S/2005 S 4  |        | 15.7              | ≈ 5           | ≈ 0,065         | 11 324 500         | +450,22             | 48.0            | 0.315         | 2005            | 2023          | Scott S. Sheppard et al. |
| S/2020 S 1  |        | 15.9              | ≈ 4           | ≈ 0,034         | 11 338 700         | +451,10             | 48.2            | 0.337         | 2020            | 2023          | Edward Ashton et al.     |
| Ijiraq      |        | 13.3              | ≈ 15          | ≈ 1,8           | 11 344 600         | +451,46             | 49.2            | 0.353         | 2000            | 2000          | Brett J. Gladman et al.  |
| Paaliaq     |        | 11.7              | ≈ 30          | ≈ 14            | 14 997 300         | +687,08             | 47.1            | 0.384         | 2000            | 2000          | Brett J. Gladman et al.  |
| S/2004 S 31 |        | 15.6              | ≈ 5           | ≈ 0,065         | 17 497 300         | +866,10             | 48.1            | 0.159         | 2004            | 2019          | Scott S. Sheppard et al. |
| Tarqeq      |        | 14.8              | ≈ 7           | ≈ 0,18          | 17 748 200         | +884,98             | 49.7            | 0.119         | 2007            | 2007          | Scott S. Sheppard et al. |
| S/2019 S 14 |        | 16.3              | ≈ 4           | ≈ 0,034         | 17 853 000         | +893,14             | 46.2            | 0.172         | 2019            | 2023          | Edward Ashton et al.     |
| Siarnaq     |        | 10.6              | 39.3          | ≈ 32            | 17 880 800         | +895,87             | 48.2            | 0.311         | 2000            | 2000          | Brett J. Gladman et al.  |
| S/2020 S 3  |        | 16.4              | ≈ 3           | ≈ 0,014         | 18 054 700         | +907,99             | 46.1            | 0.144         | 2020            | 2023          | Edward Ashton et al.     |
| S/2020 S 5  |        | 16.6              | ≈ 3           | ≈ 0,014         | 18 391 300         | +933,88             | 48.2            | 0.220         | 2020            | 2023          | Edward Ashton et al.     |